# 1010 (album)
1010 er et album af den danske musiker Benny Jamz, der udkom i januar 2020.

## Spor
| 1.    | "1010 (Intro)"                        | Nicki Pooyandeh | 3:26 |
| 2.    | "Alarm"                               | Pooyandeh       | 2:53 |
| 3.    | "Flytilstand"                         | T&O             | 2:27 |
| 4.    | "Shopping" (featuring Kesi og Stepz)  | Pooyandeh       | 3:34 |
| 5.    | "Halle Berry" (featuring Branco)      | Pooyandeh       | 2:44 |
| 6.    | "Ny Sæson"                            | T&O             | 2:52 |
| 7.    | "Sektion" (featuring Branco og Gilli) | T&O             | 3:08 |
| 8.    | "Fugazi" (featuring Stepz)            | T&O             | 3:14 |
| 9.    | "Automatic" (featuring Gilli)         | T&O             | 3:22 |
| 10.   | "Wagwan"                              | T&O             | 3:11 |
| 11.   | "Balou"                               | Pooyandeh       | 2:09 |
| 12.   | "Bedste ven"                          | Pooyandeh       | 3:05 |
| 13.   | "Torden"                              | T&O             | 2:53 |
| 14.   | "Oktober"                             | T&O             | 3:35 |
| 42:40 |                                       |                 |      |

## Hitlister

### Album

#### Ugentlige hitlister
| Hitliste (2020)        | Højeste placering |
| ---------------------- | ----------------- |
| Danmark (Album Top 40) | 1                 |

#### Årslister
| Hitliste (2020) | Placering |
| --------------- | --------- |
| Danmark         | 25        |